# Botanika Chronika
Botanika Chronika (abreviado Bot. Chron. (Patras)) es una revista con ilustraciones y descripciones botánicas que es editada por la Universidad de Patras en Patras desde el año 1981 hasta ahora.